# Vysšaja Liga 1984
L'edizione 1984 della Vysšaja Liga fu la 48ª del massimo campionato sovietico di calcio; fu vinta dalla Zenit Leningrado, giunto al suo primo titolo.

## Stagione

### Novità
Le squadre partecipanti rimasero 18: le due squadre retrocesse nella stagione precedente (Torpedo Kutaisi e Nistru Chișinău) furono sostituite dalle neo promosse SKA Rostov e Qaýrat.

### Formula
Le 18 formazioni si incontrarono in gare di andata e ritorno per un totale di 34 incontri.
Il sistema prevedeva due punti per la vittoria, uno per il pareggio e zero per la sconfitta; era previsto un limite nel numero massimo di pareggi che generano punti per squadra: tale limite fu da quell'anno portato a dieci, cosicché dall'undicesimo pareggio in poi, infatti, le partite nulle non davano punti alle squadre.
Le squadre classificate agli ultimi due posti retrocessero in Pervaja Liga al termine della stagione.

## Squadre partecipanti
| Squadra          | Rosa     | Repubblica     | Città          | Stadio                                    | Stagione precedente          |
| ---------------- | -------- | -------------- | -------------- | ----------------------------------------- | ---------------------------- |
| Ararat           | dettagli | RSS Armena     | Erevan         | Stadio della Repubblica                   | 14° in Vysšaja Liga          |
| Čornomorec'      | dettagli | RSS Ucraina    | Odessa         | Central'nyj stadion ČMP                   | 8° in Vysšaja Liga           |
| CSKA Mosca       | dettagli | RSFS Russa     | Mosca          | Stadio Centrale Lenin                     | 12° in Vysšaja Liga          |
| Dinamo Kiev      | dettagli | RSS Ucraina    | Kiev           | Stadio Centrale                           | 7° in Vysšaja Liga           |
| Dinamo Mosca     | dettagli | RSFS Russa     | Mosca          | Stadio Dinamo (Mosca)                     | 3° in Vysšaja Liga           |
| Dinamo Minsk     | dettagli | RSS Bielorussa | Minsk          | Stadio Dinamo di Minsk                    | 15° in Vysšaja Liga          |
| Dinamo Tbilisi   | dettagli | RSS Georgiana  | Tbilisi        | Stadio Lokomotiv di Tbilisi               | 16° in Vysšaja Liga          |
| Dnepr            | dettagli | RSS Ucraina    | Dnepropetrovsk | Stadio Meteor                             | Campione sovietico           |
| Metalist         | dettagli | RSS Ucraina    | Charkiv        | Oblastnoj sportivnyj kompleks «Metallist» | 11° in Vysšaja Liga          |
| Neftçi Baku      | dettagli | RSS Azera      | Baku           | Stadio della Repubblica Lenin             | 13° in Vysšaja Liga          |
| Paxtakor         | dettagli | RSS Uzbeka     | Tashkent       | Stadio Centrale di Pakhtakor              | 10° in Vysšaja Liga          |
| Qairat           | dettagli | RSS Kazaka     | Alma-Ata       | Stadio Centrale                           | 1° in Pervaja Liga, promosso |
| Šachtar          | dettagli | RSS Ucraina    | Donec'k        | Stadio Šachtar                            | 9° in Vysšaja Liga           |
| SKA Rostov       | dettagli | RSFS Russa     | Rostov sul Don | Stadio SKA SKVO                           | 2° in Pervaja Liga, promosso |
| Spartak Mosca    | dettagli | RSFS Russa     | Mosca          | Stadio Centrale Lenin                     | 2° in Vysšaja Liga           |
| Torpedo Mosca    | dettagli | RSFS Russa     | Mosca          | Stadio Centrale Lenin                     | 6° in Vysšaja Liga           |
| Žalgiris         | dettagli | RSS Lituana    | Vilnius        | Žal'giris Stadion                         | 5° in Vysšaja Liga           |
| Zenit Leningrado | dettagli | RSFS Russa     | Leningrado     | Stadio Lenin                              | 4° in Vysšaja Liga           |

## Classifica finale
|                             | Pos. | Squadra          | Pt | G  | V  | N  | P  | GF | GS | DR  |
| --------------------------- | ---- | ---------------- | -- | -- | -- | -- | -- | -- | -- | --- |
| Unione Sovietica (bandiera) | 1.   | Zenit Leningrado | 47 | 34 | 19 | 9  | 6  | 60 | 32 | +28 |
|                             | 2.   | Spartak Mosca    | 45 | 34 | 18 | 9  | 7  | 53 | 29 | +24 |
|                             | 3.   | Dnepr            | 42 | 34 | 17 | 8  | 9  | 54 | 40 | +14 |
|                             | 4.   | Čornomorec'      | 41 | 34 | 16 | 9  | 9  | 49 | 38 | +11 |
|                             | 5.   | Dinamo Minsk     | 40 | 34 | 15 | 13 | 6  | 43 | 28 | +15 |
|                             | 6.   | Torpedo Mosca    | 40 | 34 | 15 | 10 | 9  | 43 | 36 | +7  |
|                             | 7.   | Dinamo Tbilisi   | 36 | 34 | 14 | 8  | 12 | 36 | 41 | -5  |
|                             | 8.   | Qairat           | 34 | 34 | 13 | 8  | 13 | 44 | 42 | +2  |
|                             | 9.   | Žalgiris         | 34 | 34 | 12 | 11 | 11 | 30 | 38 | -8  |
|                             | 10.  | Dinamo Kiev      | 34 | 34 | 12 | 13 | 9  | 46 | 30 | 16  |
|                             | 11.  | Ararat           | 31 | 34 | 12 | 7  | 15 | 46 | 50 | -4  |
|                             | 12.  | Metalist         | 29 | 34 | 12 | 5  | 17 | 42 | 53 | -11 |
|                             | 13.  | Šachtar          | 29 | 34 | 10 | 9  | 15 | 47 | 46 | 1   |
|                             | 14.  | SKA Rostov       | 27 | 34 | 10 | 7  | 17 | 48 | 58 | -10 |
|                             | 15.  | Neftçi Baku      | 26 | 34 | 9  | 8  | 17 | 30 | 50 | -20 |
|                             | 16.  | Dinamo Mosca     | 26 | 34 | 8  | 10 | 16 | 35 | 43 | -8  |
|                             | 17.  | Paxtakor         | 25 | 34 | 10 | 5  | 19 | 37 | 58 | -21 |
|                             | 18.  | CSKA Mosca       | 19 | 34 | 5  | 9  | 20 | 24 | 55 | -31 |

### Penalizzazioni per pareggi
- 1 punto: Žalgiris Vilnius
- 3 punti: Dinamo Minsk e Dinamo Kiev

### Verdetti
- Zenit Leningrado Campione dell'Unione Sovietica 1984.
- Pakhtakor Tashkent e CSKA Mosca retrocesse in Pervaja Liga.

## Statistiche

### Classifica cannonieri
| Gol |  |  | Giocatore             | Squadra          |
| --- |  |  | --------------------- | ---------------- |
| 19  |  |  | Serhij Andrjejev      | SKA Rostov       |
| 18  |  |  | Hamlet Mxit'aryan     | Ararat           |
| 17  |  |  | Oleh Protasov         | Dnepr            |
| 17  |  |  | Jurij Tarasov         | Metalist         |
| 17  |  |  | Jurij Želudkov        | Zenit Leningrado |
| 14  |  |  | Andrej Redkous        | Torpedo Mosca    |
| 13  |  |  | Sergej Rodionov       | Spartak Mosca    |
| 13  |  |  | Sergeý Stwkaşov       | Qairat           |
| 12  |  |  | Heorhij Kandrac'eŭ    | Dinamo Minsk     |
| 12  |  |  | Evstafij Pechlevanidi | Qairat           |